# Pterodroma jugabilis
El petrel de Oʻahu (Pterodroma jugabilis) es una especie extinta de ave procelariforme de la familia Procellariidae. Conocida únicamente a partir de material subfósil encontrado en las islas hawaianas. El epíteto específico proviene de la palabra en latín jugabilis que significa «el que puede unirse», que hace referencia a las extrañas depresiones en el cráneo, casi unidas, para sus glándulas salinas supraorbitales. No tiene parientes cercanos entre las especies vivas de Pterodroma.
Los restos del petrel se han recuperado en Barbers Point Housing, Oahu, y de tubos de lava en el Distrito Norte de Kona de Hawái. Probablemente criaban en otros lugares de las islas de Hawái, y posiblemente en otros lugares en el Pacífico. La mayoría de los huesos se encontraron en un contexto arqueológico, lo que indica que los pájaros habían sido utilizados como alimento por los antiguos hawaianos.